# 宮原村 (和歌山県)
宮原村（みやはらむら）は、和歌山県有田郡にあった村。現在の有田市宮原町各町にあたる。

## 地理
- 山岳 ： 白倉山、岩室山
- 河川 ： 有田川

## 歴史
- 1889年（明治22年）4月1日 - 町村制の施行により、道村・東村・畑村・南村・須谷村・滝村・滝川原村の区域をもって発足。
- 1954年（昭和29年）1月19日 - 箕島町・保田村・糸我村と合併して有田町が発足。同日宮原村廃止。

## 交通

### 鉄道路線
- 日本国有鉄道
  - 紀勢西線（現・紀勢本線）
    - 紀伊宮原駅

## 著名な出身者
- 7代目浜口吉右衛門